# Diocesi di Yopal
La diocesi di Yopal (in latino Dioecesis Yopalensis) è una sede della Chiesa cattolica in Colombia suffraganea dell'arcidiocesi di Tunja. Nel 2022 contava 406.500 battezzati su 482.000 abitanti. La sede è vacante.

## Territorio
La diocesi comprende 16 comuni di due dipartimenti nel centro-est della Colombia:
- nel dipartimento di Casanare per intero i comuni di Aguazul, Chámeza, Monterrey, Nunchía, Pore, Recetor, Sabanalarga, Sácama, Támara, Villanueva e Yopal, e in parte i comuni di Hato Corozal, Paz de Ariporo e Tauramena;
- nel dipartimento di Boyacá il comune di Pajarito, e il distretto di Morcote nel comune di Paya.

Sede vescovile è la città di Yopal, dove si trova la cattedrale di San Giuseppe.
Il territorio si estende su una superficie di 17.725 km² ed è suddiviso in 35 parrocchie, raggruppate in 4 vicariati: San José, Nuestra Señora de Manare, Jesucristo Sumo y eterno Sacerdote, San Ezequiel Moreno.

## Storia
La diocesi di Yopal è stata eretta il 29 ottobre 1999 con la bolla Sollertem curam di papa Giovanni Paolo II, ricavandone la maggior parte del territorio dal vicariato apostolico di Casanare, contestualmente soppresso, e in misura minore dalla diocesi di Duitama-Sogamoso.

## Cronotassi dei vescovi
Si omettono i periodi di sede vacante non superiori ai 2 anni o non storicamente accertati.
- Olavio López Duque, O.A.R. † (29 ottobre 1999 - 24 aprile 2001) (amministratore apostolico)

- Misael Vacca Ramírez (24 aprile 2001 - 18 aprile 2015 nominato vescovo di Duitama-Sogamoso)
  - Sede vacante (2015-2017)
- Edgar Aristizábal Quintero (4 maggio 2017 - 24 maggio 2024 nominato vescovo di Duitama-Sogamoso)

## Statistiche
La diocesi nel 2022 su una popolazione di 482.000 persone contava 406.500 battezzati, corrispondenti all'84,3% del totale.
| anno | popolazione | popolazione | popolazione | presbiteri | presbiteri | presbiteri | presbiteri                | diaconi | religiosi | religiosi | parrocchie |
| anno | battezzati  | totale      | %           | numero     | secolari   | regolari   | battezzati per presbitero | diaconi | uomini    | donne     | parrocchie |
| ---- | ----------- | ----------- | ----------- | ---------- | ---------- | ---------- | ------------------------- | ------- | --------- | --------- | ---------- |
| 1999 | 171.200     | 220.000     | 77,8        |            |            |            |                           |         |           |           | 14         |
| 2000 | 192.450     | 232.908     | 82,6        | 33         | 27         | 6          | 5.831                     | 2       | 6         | 47        | 20         |
| 2001 | 199.185     | 241.060     | 82,6        | 37         | 31         | 6          | 5.383                     | 2       | 6         | 46        | 20         |
| 2002 | 204.000     | 247.273     | 82,5        | 37         | 32         | 5          | 5.513                     | 2       | 10        | 40        | 20         |
| 2003 | 206.680     | 320.000     | 64,6        | 41         | 34         | 7          | 5.040                     | 2       | 7         | 46        | 20         |
| 2004 | 242.000     | 328.937     | 73,6        | 46         | 39         | 7          | 5.260                     | 2       | 7         | 38        | 21         |
| 2010 | 273.640     | 291.000     | 94,0        | 47         | 43         | 4          | 5.822                     | 8       | 6         | 35        | 27         |
| 2014 | 294.200     | 305.000     | 96,5        | 48         | 41         | 7          | 6.129                     | 11      | 11        | 12        | 31         |
| 2017 | 359.109     | 424.409     | 84,6        | 53         | 46         | 7          | 6.775                     | 10      | 14        | 7         | 32         |
| 2020 | 404.365     | 496.565     | 81,4        | 55         | 50         | 5          | 7.352                     | 10      | 11        | 10        | 40         |
| 2022 | 406.500     | 482.000     | 84,3        | 57         | 49         | 8          | 7.131                     | 10      | 15        | 6         | 35         |